# ALog
ALog（エーログ）は、網屋が開発しているSIEM製品。

## 概要
ALogはシステムのログデータを収集・分析・保管するSIEM製品。複雑なイベントログを『いつ、誰が、何をした』と一目でわかる形式に翻訳し、インシデント時の対応やレポートの可読性をあげる。販売パートナー各社より購入可能。

## 対応システム
- ファイルアクセスログ （Windowsファイルサーバ / SharePoint / OneDrive / Box / Google ドライブ）
- 認証ログ（Active Directory / Microsoft Entra ID）
- ネットワークログ（FortiGate/Palo Alto/SonicWall）
- PCログ（SKYSEA / LANSCOPE）
- メールログ（Exchange Online / Gmail(GoogleWorkspace)
- Proxyログ（i-Filter）
- VPNログ（Verona / FortiGate）

## 関連製品
- Resource Athlete（リソース アスリート）
フォルダアクセス権の変更管理や不要ファイル/大容量ファイルの洗い出しなど、サーバリソースに関するあらゆる情報を可視化し、レポート化する統合型サーバマネージメントツール。